# Манн, Ларри
Ларри Манн (англ. Larry Mann; 18 декабря 1922, Торонто — 6 января 2014, Лос-Анджелес) — канадский актёр.

## Биография
Родился в Торонто 18 декабря 1922 года. Брат актёра Пола Манна. В 1949 году, до начала своей актёрской карьеры, он был диск-жокеем на радио 1050 CHUM в Торонто.
В начале 1950-х годов озвучил Юкона Корнелиуса в мультфильме «Приключения оленёнка Рудольфа» (англ. Rudolph, the Red-Nosed Reindeer). Канадец по происхождению, Манн часто снимался в эпизодических ролях, в том числе в фильмах «Душной южной ночью», «Афера» и «Блюз Хилл стрит».
Свою последнюю роль сыграл в телесериале «В тылу» в 1991 году.
Умер 6 января 2014 года в Лос-Анджелесе.